# ناوشکن کلاس هاتاکازه
دیسترویر کلاس هاتاکازه (به انگلیسی: Hatakaze-class destroyer) یک کلاس از کشتی است که طول آن ۱۵۰ متر (۴۹۲ فوت ۲ اینچ) می‌باشد.